# Asvins

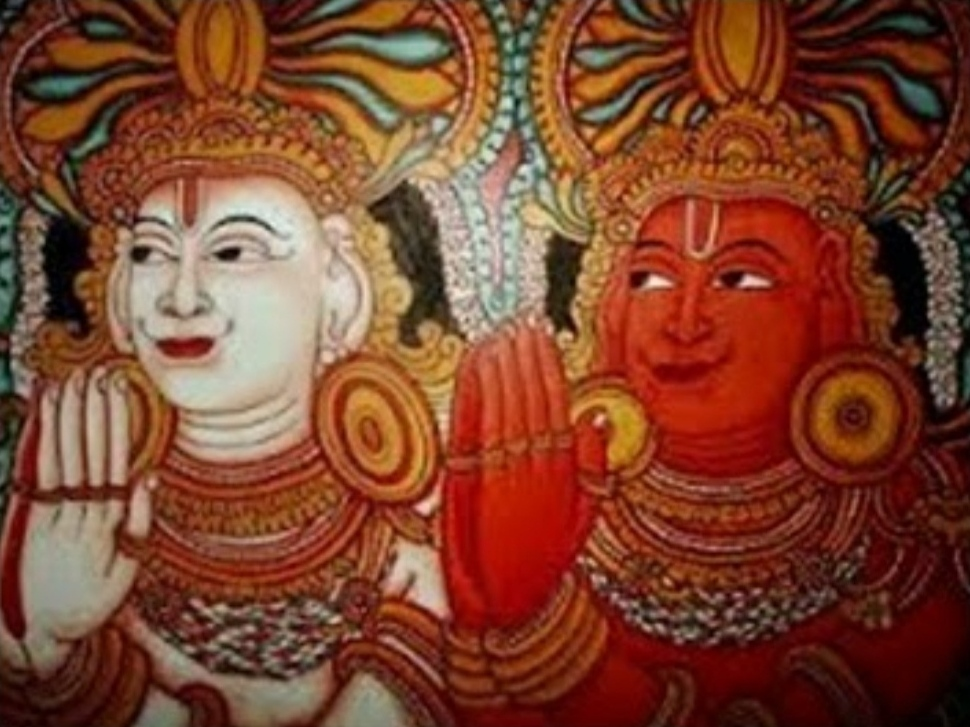
Asvins

Asvins (sing. asvim; em védico: अश्विन्; romaniz.: aśvin) na mitologia hindu, são deuses gêmeos da medicina, filhos de Vivasvata. Associados ao amanhecer, são descritos como jovens cavaleiros no Rigueveda, viajando numa carruagem puxada por cavalos que nunca estão cansados.